# Zakrzew (powiat sieradzki)
Zakrzew – wieś w Polsce położona w województwie łódzkim, w powiecie sieradzkim, w gminie Warta. Leży na zachodnim brzegu zbiornika Jeziorsko, przy drodze krajowej nr 83 łączącej Sieradz z Turkiem. 
W latach 1975–1998 miejscowość należała administracyjnie do województwa sieradzkiego.

## Zabytki
Według rejestru zabytków Narodowego Instytutu Dziedzictwa na listę zabytków wpisane są obiekty:
- dwór, 1855, XIX w., XX w., nr rej.: 1722/A z 23.04.1975
- spichrz, 1860, nr rej.: 1723/A z 23.04.1975